# Carola Houtekamer
Carola Houtekamer (Krabbendijke, 1980) is een Nederlandse onderzoeksjournaliste. 
Carola Houtekamer studeerde kunstmatige intelligentie aan de Universiteit van Utrecht en volgde een jaar lang colleges PNP (Philosophy-Neuroscience-Psychology) aan de Washington University in St. Louis. Na haar afstuderen deed zij een postdoctorale opleiding journalistiek aan de Erasmus Universiteit in Rotterdam. 
Houtekamer werkt sinds 2007 bij NRC. De eerste tijd schreef ze bij nrc.next over technologie en wetenschap, later stapte ze over  naar de economieredactie.
Ze kwam in 2007 rond dezelfde tijd bij NRC als Freek Schravesande, met wie ze daarna vaak zou samenwerken. In hun boek Afslag Akersloot bundelde zij met  Schravesande hun met rondhangjournalistiek opgedane observaties. In een tijdsbestek van tien jaar deden ze daarin verslag van hun langdurig verkeren in een hotel, op een luchthaven en op een camping, maar ook bij een kerncentrale en op een luchthaven. Meermalen schreef ze met Schravesande over de rauwe rafelrandjes van de Nederlandse samenleving, zoals in de negendelige serie over de Haagse Spoorwijk.
Met onderzoeksjournaliste Esther Rosenberg kwam Houtekamer na jarenlang onderzoek verschillende corruptieschandalen op het spoor bij Nederlands grootste familiebedrijf, handelshuis SHV.

## Erkenning
Houtekamer werd tweemaal genomineerd De Loep 2020. Zoals in de categorie 'Signalerend' met Hoe een kunstenaar carrière maakt onder aanhoudende beschuldigingen van aanranding en verkrachting  (samen met Met Lucette ter Borg) Maar ook in de categorie 'Opsporend' met De gebroken beloftes van datacentra en groene stroom (samen met Merijn Rengers).
De verslaglegging over de dubieuze handelswijze van scheepsbouwer Damen Shipyards die ze maakte met NRC-journalisten Merijn Rengers en Jorg Leijten en Ludo Hekman en Klaas van Dijken van Lighthouse reports, werd onderscheiden met de Citi Journalistic Excellence Award 2019.
De reportage Wie zorgt er voor de ambulancebroeder die net een kind heeft zien sterven?, die zij met Jefta Varwijk en Jaap van Heusden maakte voor HUMAN en NRC, won De Tegel 2022 in de categorie Interview. In deze korte documentaire uit de serie 2Doc worden de herinneringen van een ambulanceverpleegkundige verbeeld.
Uit internationale berichten was gebleken dat Rusland de westerse sancties ontweek door zijn ruwe olie in afgedankte tankers over de wereldzeeën te vervoeren. Samen met Karlijn Kuijpers ontdekte Houtekamer dat de benodigde stookolie voor die schaduwtankers in Zeeland werd getankt.  Hun reportage Poetin tankt bij Vlissingen die ze voor de NRC maakten werd bekroond door De Loep 2024 in de categorie ‘Opsporend’.

## Prijzen
- De Loep 2024
- De Tegel 2022, 2024
- De Loep nominatie (2020)
- Citi Journalistic Excellence Award (2019)